# Quantità di sostanza

La relazione tra massa, quantità di sostanza, volume e numero di particelle.

La quantità di sostanza (amount of substance secondo il Sistema Internazionale e l'ISO, detta talvolta anche quantità chimica, solo nell'ambito dell'omonima materia) ha simbolo N e in un sistema chimico o fisico è una grandezza base (o fondamentale) che indica un insieme di entità elementari ed il suo valore è proporzionale al numero di entità contenute nel sistema. La derivata della quantità di sostanza rispetto al volume V è la densità numerica n, e il suo inverso è il volume molare v
Le entità possono essere: atomi, molecole, ioni, radicali o altro (si veda lista delle particelle) e vanno specificate ogni volta, a sostituire la parola "sostanza" (per esempio: quantità chimica di molecole di H2O, quantità chimica di protoni ionizzabili, quantità chimica di solfato, quantità chimica di ioni calcio). L'unità di misura della quantità di sostanza è la mole, una delle unità fondamentali del sistema internazionale.

## Descrizione
Si deve prestare attenzione a non confondere la quantità di sostanza, che è una grandezza chimico-fisica, con il numero di particelle (che non lo è). La quantità di sostanza è un modo di esprimere la quantità di materia "interessato" a fare coincidere i diversi valori delle masse equivalenti che intervengono in particolare nelle trasformazioni chimiche, o in qualsiasi fenomeno in cui sono interessati gruppi numerici di particelle. Tale grandezza, pur essendo proporzionale al numero di particelle non coincide con esso ed è definita comunque in modo da prescindere dalla natura microscopica della materia e in modo da rimanere in un contesto puramente macroscopico e chimico. Per esempio una mole di diossigeno è la quantità massima di diossigeno capace di combinarsi con 0,012 kg di carbonio 12.
La mole è stata inserita come settima unità di misura base nel SI, con il simbolo mol. L'unità della mole è definita come la quantità di sostanza che contiene esattamente 6,02214076 × 1023 entità elementari.
La massa atomica (o molecolare) è tipicamente misurata in g/mol, cosicché una mole di una sostanza ha massa in grammi pari al valore numerico della massa atomica (o molecolare) della sostanza.
Per esempio l'ossigeno ha massa atomica 15,999 e ciò vuol dire che una mole di ossigeno ha una massa di 15,999 grammi.
Esistono anche altre unità, come quelle adottate nel sistema tecnico del normalmetrocubo e standardmetrocubo.
Poiché le sostanze chimiche sono formate da entità discrete (molecole, radicali, ioni), oppure da specie in rapporti stechiometrici usualmente semplici (sali, ioni), che si combinano tra loro singolarmente, l'utilizzo della quantità di sostanza come misura quantitativa semplifica la descrizione delle proporzioni dei reagenti che intervengono nelle reazioni chimiche e dei prodotti ottenuti in esse.
Per esempio in stechiometria la reazione:
{\displaystyle 2C+O_{2}\rightarrow 2CO}
espressa utilizzando le masse molari è: «2×12,011 g di C si combinano con 2×15,999 g di O per generare 2×28,010 g di CO».
Usando la quantità delle sostanze la frase stechiometrica diviene più semplicemente, nel caso in esame:
2 mol C + 1 mol O2 → 2 mol CO
ovvero il monossido di carbonio si genera da un'identica quantità di carbonio quando questo si combina con una quantità di diossigeno pari alla metà.
La costante di Avogadro corrisponde numericamente al numero di particelle in una mole, ossia 6,022 × 1023.
La quantità di sostanza non deve essere confusa con la quantità di materia, la quale non è una grandezza definita, potendosi esprimere specificamente come massa (m), volume (V), quantità di sostanza (n) o, semplicemente, numero di entità (N). Va anche osservato che nel SI quantità (quantity) è sinonimo di grandezza (base o derivata).